# ОФК Брза
ОФК Брза је фудбалски клуб из Брзе код Лесковца, Србија и тренутно се такмичи у Јабланичкој окружној лиги у фудбалу, петом такмичарском нивоу српског фудбала. Боја опреме је плава и бела.

## Историја
Клуб је основан 1976. године.